# Pissed Jeans
Pissed Jeans är ett amerikanskt punk-hårdrockband från Allentown, Pennsylvania. Bandet säger sig vara influerade av 1980-tals punk-hardcore och post-hardcoreband. Pissed Jeans släppte sitt debutalbum Shallow 2005 på Parts Unknown Records.

## Diskografi
Album
- Shallow (2005)
- Hope For Men (2007)
- King Of Jeans (2009)
- Honeys (2013)
- Why Love Now (2017)

EP
- Throbbing Organ/Night Minutes (2004)
- Don't need smoke to make myself disappear/Love Clown (2006)
- Sam Kinison Woman/The L Word (2010)